# Károly Sándor
Károly Sándor (Szeged, 26 de novembro de 1928 - 10 de setembro de 2014) foi um futebolista húngaro, que atuava como meia.

## Carreira
Károly Sándor fez parte do elenco da Seleção Húngara de Futebol na Copa do Mundo de 1958 e 1962.

## Ligações Externas
- Perfil em Fifa.com (em inglês)